# 东安县第一中学
东安县第一中学（英語：No.1 Meddle School Dongan County），或簡稱東安一中，是一所位於中華人民共和國湖南省东安县的全日制公辦中學。位于湖南省东安县白牙市镇文艺路51号，该校也是湖南省示范性中学之一。

## 历史
民国31年（1942年），东安县府在紫溪澄江桥的书院旧址上创立东安县立初级中学。1944年，因大日本帝国陆军侵入该地，学校被迫中止办学。1945年，学校恢复建制。1949年11月，中国人民解放军占领东安县以后，县立初级中学与私立耀祥中学合并，更名为东安县立中学:53-54。
1955年，该校更名为东安县第一初级中学。
1958年，“东安县第一初级中学”更名为“东安县第一中学”，并开始招收高中班。